# Zenão de Verona

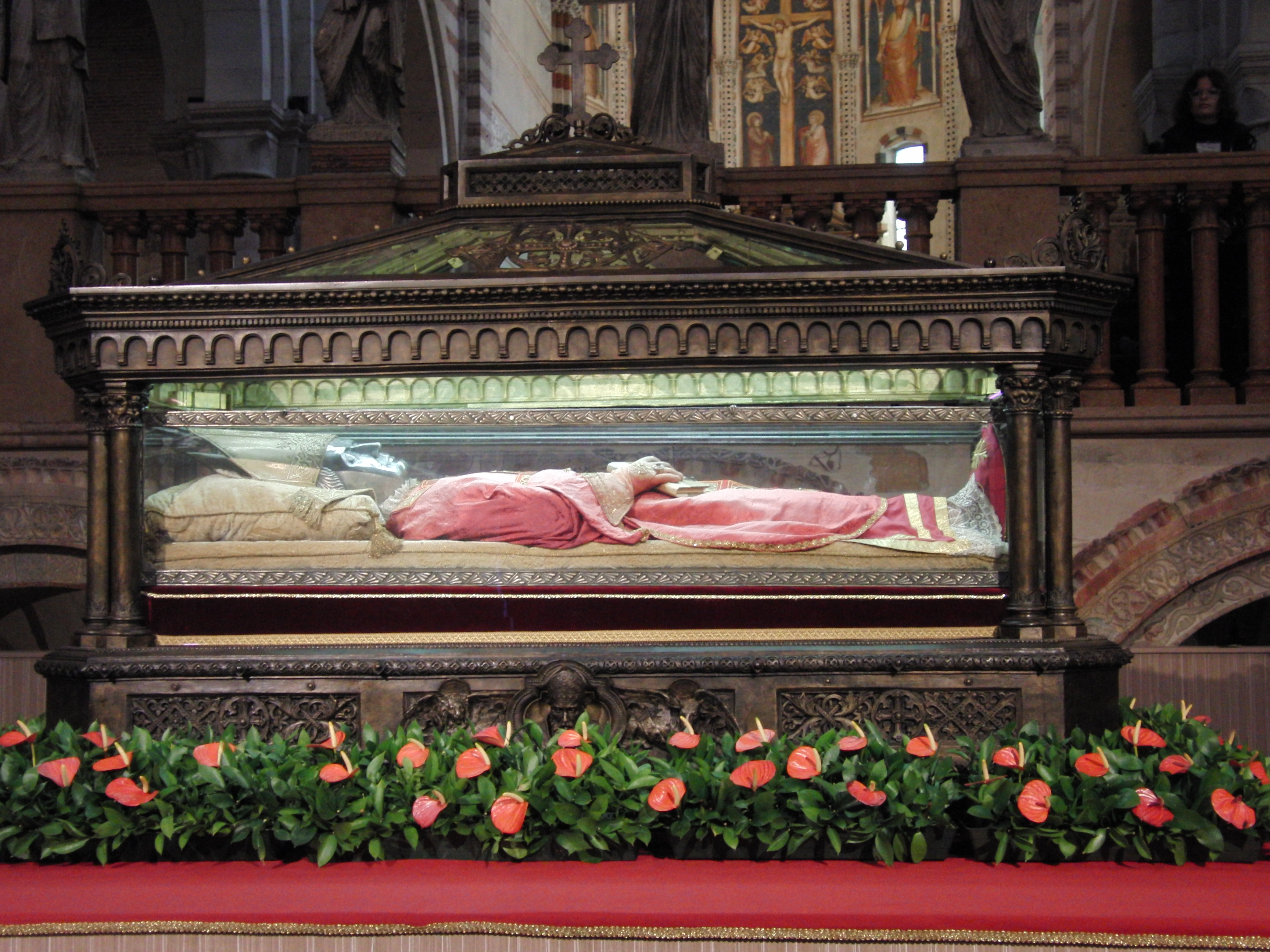
Corpo incorrupto de São Zenão, na Basílica de São Zenão

Zenão de Verona (em latim: Zeno Veronensis; em vêneto:  Xenòn de Verona ou Xen de Verona; em italiano:  Zeno di Verona) foi ou um dos primeiros bispos de Verona ou um mártir, dependendo da tradição. É considerado santo pela Igreja Católica e pela Igreja Ortodoxa

## Vida e historicidade
De acordo com um autor veronês chamado Coronato, um notário do século VII, Zenão era nativo do norte da África, da Mauritânia romana (norte de Marrocos e Argélia). Lá, ensinava o cristianismo crianças e as ajudava em suas tarefas escolares. Outra teoria é que Zenão seria um seguidor de Atanásio, o patriarca de Alexandria, que acompanhou o mestre quando ele visitou Verona em 340.
Assumindo a segunda teoria, Zenão teria permanecido na cidade e entrado para a vida monástica, vivendo como monge até por volta de 362, quando foi eleito sucessor da sé de Verona depois da morte do bispo Grícino (Gricinus ou Cricinus ou Cricino).
Zenão "recebeu uma boa educação clássica" e, como bispo, batizou muitos, converteu outros de volta do arianismo, viveu uma vida de pobreza, treinou padres para a diocese, fundou conventos para mulheres, reformou como se celebrava o banquete do Ágape e proibiu que as missas funerais fossem acompanhadas pelos altos gritos e lamentos dos presentes. Zenão também deixou instruções sobre o batismo de adultos (que ocorria através da imersão completa) e concedeu medalhas aos recém-batizados.
Seu episcopado durou cerca de dez anos e a data de sua morte é geralmente creditada como 12 de abril de 371.
Zenão é descrito como um confessor da fé nos primeiros martirológios. São Gregório Magno chama-o de mártir em seus "Diálogos"; Santo Ambrósio, um contemporâneo, não, e conta que Zenão teve uma "morte feliz" mesmo sendo um confessor. É possível que ele tenha sido perseguido (mas não executado) durante os reinados de Constâncio II e Juliano, o Apóstata. Há uma entrada no "Martirológio Romano" para o bispo de Verona que foi martirizado pelo imperador romano Galiano em 12 de abril de 371, mas ela é problemática por que o reinado de Galiano terminou em 268.
A primeira evidência de sua existência é uma carta escrita por Santo Ambrósio ao bispo Siágrio de Verona na qual ele faz uma referência à santidade de Zenão. Depois, o bispo São Petrônio de Verona (r. 412-429) escreveu sobre as virtudes de Zenão e confirmou a existência de um culto dedicado a São Zenão.
Um poema escrito entre 781 e 810, chamado "Versus de Verona", uma elegia da cidade em verso, afirma que Zenão foi o oitavo bispo de Verona.

## Obras
O estilo dos cerca de noventa Sermões (Sermones) atribuídos a Zenão também tem sido considerados como evidências de suas origens africanas por causa do estilo, uma vez que escritores africanos da época frequentemente se valiam de neologismos e jogos de palavras. A maior parte destes sermões são exegeses do Antigo Testamento e "apresentam definitivamente um elemento antissemita".

## Devoção
A festa litúrgica de Zenão é celebrada em 12 de abril, mas a diocese de Verona também o celebra em 21 de maio, o dia que suas relíquias foram levadas para lá, em 21 de maio de 807.
Segundo a tradição, Zenão construiu a primeira basílica de Verona, situada no local onde hoje está a catedral. A igreja de São Zenão data do início do século IX e foi doada por Carlos Magno e seu filho, Pepino, rei da Itália. Ela foi consagrada em 8 de dezembro de 806 e dois eremitas locais, Benigno e Caro, receberam a missão de transladar as relíquias de Zenão para a nova cripta de mármore. O rei Pepino estava presente assim como os bispos de Cremona e Salzburgo, além de uma enorme multidão.
A igreja foi danificada no início do século X pelos magiares, mas as relíquias não foram tocadas. A basílica foi reconstruída, muito aumentada e mais robusta em seguida, uma obra financiada por Otão I, e re-consagrada em 967 numa cerimônia presidida pelo bispo Ratério de Verona.
A atual Basílica de São Zenão é uma obra dos séculos XII, XIII e XV principalmente. Ela é bastante conhecida por suas portas de bronze (c. 1100 – ca. 1200), pelas esculturas da fachada assinadas por Nicolau e um sócio, Guilherme, e pela rosácea (ca. 1200), obra de Brioloto.

### Lendas e iconografia

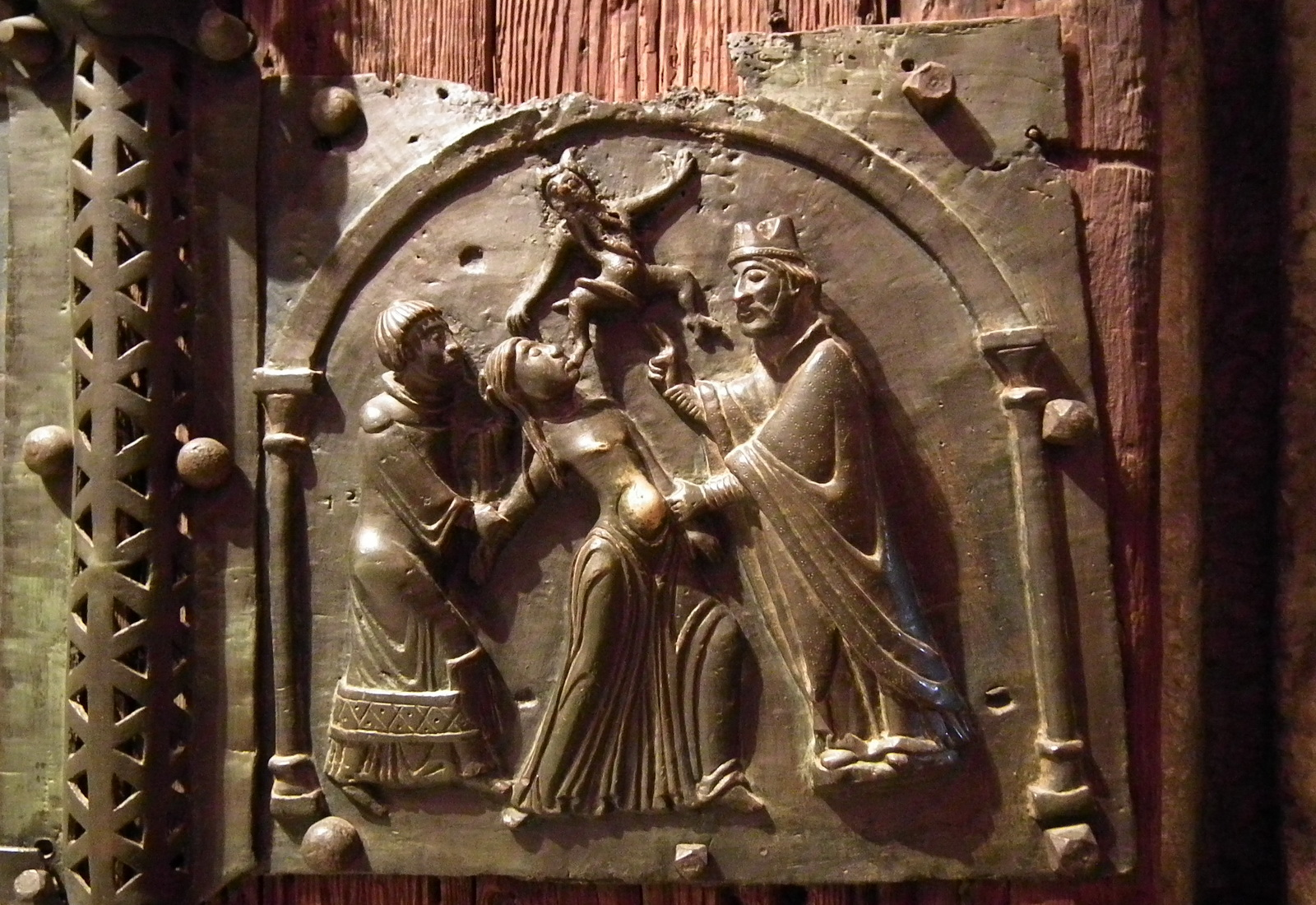
São Zenão exorcizando a filha do imperador Galiano (um demônio sai de sua boca), uma lenda que, apesar de popular, é muito improvável, pois o reinado de Galiano provavelmente terminou antes de Zenão ter nascido.
Painel nas portas de bronze da Basílica de São Zenão, em Verona.

Mais de trinta igrejas ou capelas foram dedicadas a São Zenão, incluindo a Catedral de Pistoia.
Conta uma lenda sobre São Zenão que ele teria sido sequestrado ao nascer e substituído por uma criança trocada demoníaca. Uma história relata que Zenão estava um dia pescando às margens do rio Adige para conseguir alimento (e não se divertir) e viu um camponês atravessando o rio numa carroça puxada por cavalos. Os animais começaram a ficar irritados e Zenão, acreditando ser isto uma obra do diabo, fez o sinal da cruz e os cavalos se acalmaram. São comuns as histórias de Zenão lutando contra o diabo e ele é, por vezes, representado pisoteando um demônio. Outra história relata que ele exorcizou um demônio do corpo da filha do imperador Galiano (embora Zenão provavelmente sequer estivesse vivo durante o reinado dele). O imperador, agradecido, permitiu que Zenão e outros cristãos praticassem sua fé livremente por todo o império.
São Gregório Magno, no final do século VI, relata um milagre associado à divina intercessão de Zenão. Em 588, o Adige transbordou e inundou Verona. A enchente alcançou a Igreja dedicada a São Zenão, mas, milagrosamente, a água não entrou no edifício mesmo estando as portas abertas. A igreja foi doada a Teodelinda, que supostamente testemunhou o milagre, e esposa do rei dos lombardos Autário.
Zenão é geralmente representado com itens relacionados à pesca, como peixes e varas de pescar e é o padroeiro dos pescadores. "A tradição local afirma que o bispo gostava de pescar no vizinho Adige", escreve Alban Butler, "mas é mais provável que originalmente fosse um símbolo de seu sucesso em trazer pessoas para o batismo"